# Пятигоры (Пермский край)
Пятиго́ры — деревня в Косинском районе Пермского края. Входит в состав Косинского сельского поселения. Располагается севернее районного центра, села Коса, на правом берегу реки Камы. Расстояние до районного центра составляет 35 км. К востоку от Пятигор находится деревня Гавриково, к западу — деревня Подгора.

## Население
| 2010 |
| ---- |
| 83   |

По данным Всероссийской переписи населения 2010 года, в деревне проживало 83 человека (42 мужчины и 41 женщина).

## История
Упоминается в писцовой книге Яхонтова 1579 года. Пятигоры тогда были деревней в Гаинском погосте, и в ней было 7 дворов.
В 1691 году построена церковь Георгия Страстотерпца и Пятигоры стали отдельным погостом.
До Октябрьской революции населённый пункт Пятигоры входил в состав Гаинской волости, а в 1927 году — в состав Пятигорского сельсовета Гайнского района. С 1923 года по 1969 год Пятигорский сельский Совет относился к Гайнскому району Коми-Пермяцкого национального округа, а с 1969 года по настоящее время — к Косинскому району. По данным переписи населения 1926 года, в деревне насчитывалось 46 хозяйств, проживало 214 человек (98 мужчин и 116 женщин). Преобладающая национальность — коми-пермяки. Действовала школа первой ступени, врачебный или фельдшерский пункт.
По данным на 1 июля 1963 года, в деревне проживало 174 человека. Населённый пункт входил в состав Пятигорского сельсовета.